# Rudolf II. von Montfort

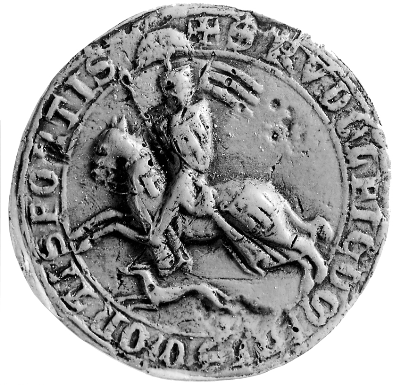
Siegel Rudolfs II. von Montfort-Feldkirch, dem Begründer der Linie Montfort-Feldkirch

Rudolf II. († 1302) war Graf von Montfort-Feldkirch und begründete die Feldkircher Linie der Pfalzgrafen von Tübingen, die 1390 ausgestorben ist.
Rudolf war der Sohn von Hugo II. von Montfort und der Elisabeth von Burgau, einer Tochter von Markgraf Heinrich von Burgau. Rudolf heiratete vor 1263 Agnes, die Tochter des mächtigen Grafen Hartmann I. von Grüningen, und musste seinem Schwiegervater im September 1265 eidlich versprechen, „ihn in der Hälfte seiner Güter im Alpgau niemals zu beunruhigen, noch mit dem Schenken Heinrich von Schmalegg darüber ohne seine Einwilligung irgend etwas zu schaffen zu haben“.
Die Linie von Montfort-Feldkirch war für die Vorarlberger Landesgeschichte von großer Bedeutung. Mit der Stadt und Herrschaft Feldkirch hatte Rudolf II. den besten Anteil an sich gebracht. Nach dem frühen Tod seines Erben Hugo IV. († 1310) übernahmen dessen geistliche Brüder, Rudolf III. († 1334) und Ulrich II. († 1350), die Regierung.
Truchsess Eberhard von Waldburg († 1291) hatte vor 1275 Rudolfs Tochter Elisabeth geheiratet.